# Blíženci (opera)
Blíženci (v první verzi nazvaná Viola) je první opera českého skladatele Karla Weise z roku 1891.

## Vznik a historie díla
Karel Weis napsal svou první operu Viola ve 29 letech. V té době již měl za sebou menší jevištní práce, a to operní parodii Othello a Cisdemona a jednoaktový balet Pomsta květin, obě díla však dosud nebyla uvedena. Když se ohlížel po vhodném libretu pro operu, dostal se mu do rukou text, který na základě Shakespearovy komedie Večer tříkrálový aneb Cokoli chcete původně napsala Eliška Krásnohorská pro Bedřicha Smetanu. Smetana operu s názvem Viola nedokončil a zachovaný zlomek ležel v rukopise neznám veřejnosti až do roku 1924. Krásnohorská libreto navrhla Josefu Richardu Rozkošnému, který je sice odmítl, ale upozornil na ně Weise. Weise libreto upoutalo, pro své záměry však požadoval značné úpravy, které pro něj provedli Friedrich Adler, Richard Schubert a Václav Novohradský. Premiéra se konala 17. ledna 1892 v pražském Národním divadle pod názvem Viola. Šest představení bylo na novinku mladého skladatele úspěchem, vysloužil si i výslovnou pochvalu Antonína Dvořáka a roku 1894 za Violu dostal II. cenu České akademie císaře Františka Josefa pro vědy, slovesnost a umění. Po menších úpravách byla opera nastudována znovu roku 1896 (režie Edmund Chvalovský) a dosáhla 4 představení.
Hudebně se opera vyznačuje propracovanou orchestrací — Weis doložil své zvládání tohoto oboru již dříve a též v současně psané první symfonii c moll (1894), již předehra opery je poměrně dlouhá a technicky náročná. Pozoruhodná je převaha ansámblových pasáží (např. čtyřhlasý kánon z I. dějství) a instrumentálních pasáží. Méně je naopak sborů (ačkoliv děj rámuje rybářský sbor ze začátku I. dějství a velký závěrečný sbor) a větších sólových partií (nejrozsáhlejšími jsou ve II. dějství árie Olivie a Malvoliův zpěv s loutnou připomínající píseň Beckmessera z Wagnerových Mistrů pěvců norimberských, kratší jsou ariosa Orsina z I. a Violy z II. a III. dějství).
Po fenomenálním úspěchu Weisova Polského žida (1901) pronikla i první Weisova opera na německá jeviště (Frankfurt nad Mohanem 1903, Berlín 1909), a to již pod změněným názvem Die Zwillinge (tj. „Blíženci“). Skladatel se k opeře později vrátil. Libreto, zejména 3. dějství, podle jeho intencí přepracoval Josef Vymětal. Premiéra této nové verze, již definitivně pod názvem Blíženci, se konala opět v Národním divadle 28. února 1917.
V roce 1930 chtěl Blížence znovu nastudovat šéf opery Národního divadla Otakar Ostrčil, ale Karel Weis, roztrpčený z dlouhodobě napjatého vztahu k Národnímu divadlu a zejména z pouhých 7 repríz Polského žida v roce 1926, uvedení této opera — kterou ze svého díla považoval za nejméně námětově životnou — odmítl. Pražské nastudování z roku 1917 je tedy dosud poslední inscenací této opery.

## Osoby a první obsazení
| osoba                         | hlasový obor | premiéra 1. verze (17.1.1892) | premiéra 2. verze (28.2.1917) |
| ----------------------------- | ------------ | ----------------------------- | ----------------------------- |
| Sebastiano, mladý šlechtic    | tenor        | Josef Konrád                  | Otakar Mařák                  |
| Viola, jeho sestra            | soprán       | Berta Foersterová             | Kamila Ungrová                |
| Olivia, bohatá hraběnka       | soprán       | Marie Jírová                  | Marja Bogucká                 |
| Orsino, vévoda illyrský       | baryton      | Jan Skramlík                  | Emil Burian                   |
| Andreo z Bleichwangu          | tenor        | Adolf Krössing                | Antonín Lebeda                |
| Malvolio, Oliviin hofmistr    | bas          | Vilém Heš                     | Emil Pollert                  |
| Tobiáš z Rülpu, strýc Oliviin | baryton      | Václav Viktorin               | Jan Ouředník                  |
| Marie, Oliviina komorná       | soprán       | Hana Cavallarová              | Ema Miřiovská                 |
| Šašek                         | bas          | František Hynek               | Arnold Flögl                  |
| Antonio, námořník             | baryton      | Josef Žižka                   | Jan Fifka                     |
| Lorenzo, lodní kapitán        | bas          | Karel Pulc                    | Vilém Zítek                   |
| Kapitán                       | tenor        | Hynek Švejda                  |                               |
| Valentin                      | bas          | Ferdinand Koubek              |                               |
| Prodavač                      | bas          |                               | Jan Vildner                   |
| Jiný prodavač                 | baryton      |                               | Rudolf (Josef) Cibulka        |
| Námořník                      | tenor        |                               | Hynek Švejda                  |
| Jiný námořník                 | tenor        |                               | Bedřich Bohuslav              |
| Dirigent                      | Dirigent     | Adolf Čech                    | Karel Kovařovic               |
| Režie                         | Režie        | František Karel Kolár         | Robert Polák                  |

## Děj opery
Děj se odehrává v době renesance v hlavním městě Ilýrie. Před nějakou dobou ztroskotala u pobřeží loď, na níž se plavila dvojčata Sebastian a Viola. Oba byli zachráněni — Viola kapitánem Lorenzem, Sebastian lodníkem Antoniem — ale nevědí o sobě a považují se navzájem za mrtvé.

### 1. dějství
Na radu kapitána Lorenza vstoupila Viola v přestrojení za hocha pod jménem Cesario do služeb vévody Orsina. Šlechetného vévodu si zamilovala, ten však usiluje o přízeň krásné hraběnky Olivie. Ani podplacený hraběnčin šašek u své paní s přímluvami za vévodu nic nepořídil, Orsino tedy vysílá se vzkazem „Cesaria“ — a hraběnka se zamiluje do pohledného posla.
Hraběnku obklopuje řada příživníků: její strýc Tobiáš, její šašek, její obstarožní nápadník Andreo, zlomyslná komorná Marie a v neposlední řadě hofmistr Malvolio, jenž je přesvědčen o tom, že jej Olivia miluje, čímž se stává terčem šprýmů ostatních. Oliviinu lásku k „Cesariovi“ však nesou všichni stejně nelibě.

### 2. dějství
Olivia posílá po Malvoliovi dopis „Cesariovi“, Malvolio jej však předá nic netušícími Sebastianovi, který se ve městě právě objevil. Sám Malvolio se stal adresátem fingovaného milostného dopisu od hraběnky a před pobavenými kumpány vyznává Olivii lásku tak náruživě, že musí být uvězněn v zahradní besídce.
Viola (Cesario) se snaží přijít k Olivii, její společníci jí v tom však zabrání. Na noční schůzku s Olivií se však dostaví Sebastian, zmatený nenadálým dobrodružstvím, a protože i on nalezne v Olivii zalíbení, vyznají si lásku. Hofmistr Malvolio to pozoroval z besídky a vzburcoval ostatní, Sebastian však umí se zbraněmi zacházet lépe než dříve Viola a s hraběnčinými společníky si poradí. Olivia sama zakročí a prohlásí Sebastiana (kterého stále považuje za Cesaria) za svého snoubence.

### 3. dějství
Olivia a Sebastian byli oddáni. Tehdy se Orsino dozvídá od hraběnčina šaška, že jeho služebník Cesario má pletky s Olivií, a ve hněvu jej propustí. Viola tak přichází o svou existenci i o blízkost milovaného vévody. Při další Malvoliově intrice vyjde najevo, že „Cesario“ je ve skutečnosti dívka, a situace dosahuje nejprve vrcholu spletitosti, až se nakonec vše vyjasní. Viola a Sebastian se poprvé znovu setkají a Olivie i Orsino žasnou nad vzájemnou podobou dvojčat. Olivie je nakonec spokojena i se Sebastianem místo Cesaria a vévoda nabízí ruku Viole. Malvolio sklidí opět posměch a všichni souhlasí se šaškovou písní, že je třeba žít bezstarostně a líbat, pokud se dá.